# Yama (restaurant)
Yama was een restaurant in Rotterdam, de zaak was open van 2013 tot 2024. Het restaurant heeft sinds 2023 een Michelinster. Chef-kok is Hiroaki Yamamoto en sake sommelier Yuko Nakamori.  

## Geschiedenis
Op jonge leeftijd keek Yamamoto naar Japanse kookprogramma's op televisie, zo ontstond zijn interesse voor koken. Hij volgde een koksopleiding in Japan. Op 20-jarige leeftijd ging hij aan de slag in Okura in Amsterdam in het Michelinsterrestaurant Yamazato. Hij ontmoette er zijn partner Nakamori, de latere sommelier van restaurant Yama. Zij was woonachtig in Rotterdam en daarom besloot Yamamoto de hoofdstad te verlaten. Na enkele jaren als sushichef gewerkt te hebben in restaurant Huson, opende hij in 2013 zijn eigen restaurant.
In 2019 werd Yama verbouwd, het aantal zitplaatsen is teruggebracht naar maximaal acht. Alle gasten zitten aan de bar en kijken uit op de keuken waar de chef werkt. In april 2023 is Yama onderscheiden met een Michelinster. De Franse gids GaultMillau heeft het restaurant in 2024 onderscheiden met 15 van de maximaal 20 punten.
In september 2024 werd Yama definitief gesloten.

## Locatie
De eetgelegenheid is gelegen aan de Eendrachtsweg in het centrum van Rotterdam, om de hoek van de Witte de Withstraat. Het is gevestigd op de begane grond van een herenhuis. In het pand van was voorheen restaurant Eendracht gevestigd.